# NGC 2006
NGC 2006 ist ein offener Sternhaufen in der Großen Magellanschen Wolke im Sternbild Dorado. Der Sternhaufen wurde am 23. Dezember 1834 von dem Astronomen John Herschel entdeckt.